# Dolichoscyta butleri
Dolichoscyta butleri är en fjärilsart som beskrevs av John Henry Leech 1900. Dolichoscyta butleri ingår i släktet Dolichoscyta och familjen nattflyn. Inga underarter finns listade i Catalogue of Life.